# Nakajima Kikka
Le Nakajima Kikka (中島 橘花, « Fleur d'oranger ») est le premier avion à réaction japonais.
Il est développé par l'empire du Japon à la fin de la Seconde Guerre mondiale, et son premier et seul vol d'essai a lieu huit jours avant l'annonce de la capitulation du Japon. Il est également appelé Kōkoku Nigō Heiki (皇国二号兵器, « Arme impériale N°2 »).

## Développement

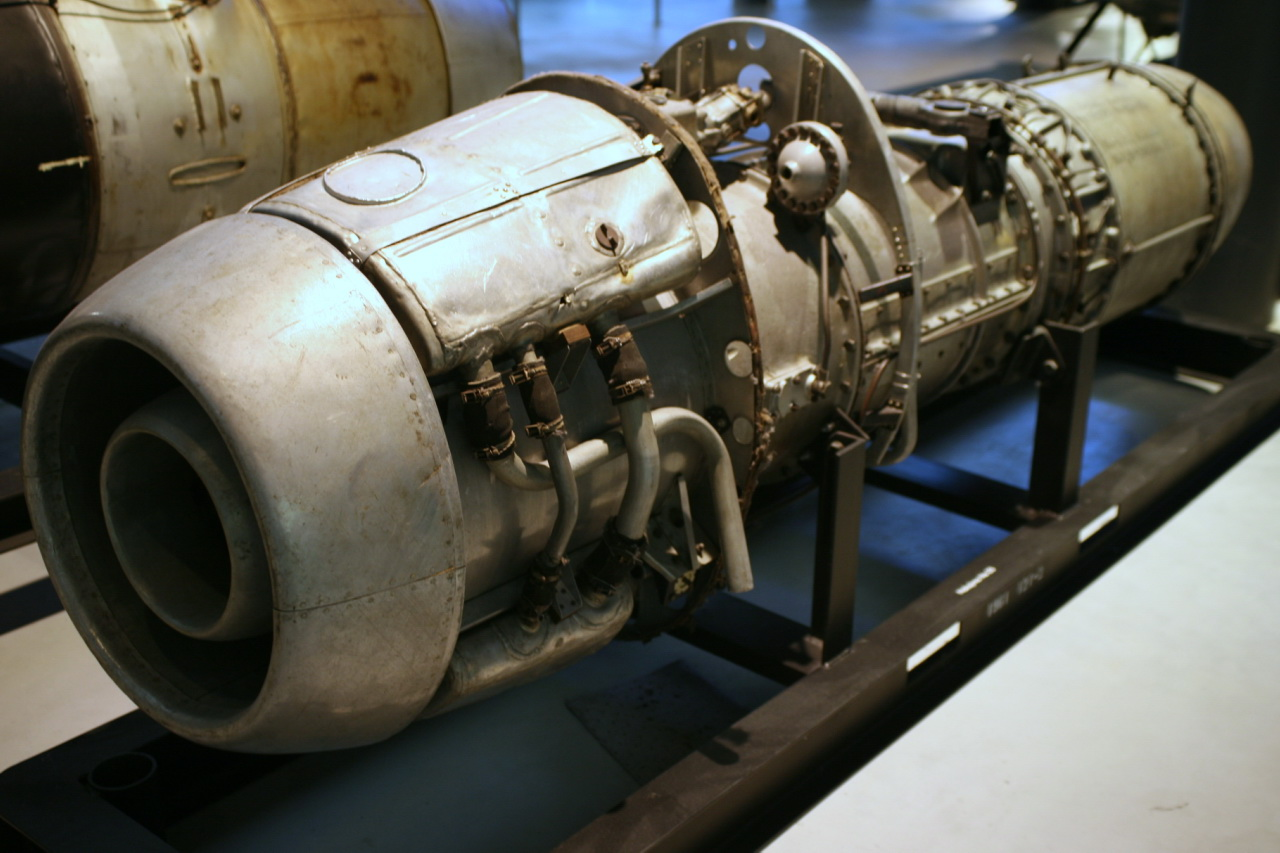
Un turboréacteur Ishikawajima Ne-20 pris sur le second prototype Kikka exposé au centre Steven F. Udvar-Hazy.

Après que l'attaché militaire japonais en Allemagne a assisté aux essais du Messerschmitt Me 262 en 1944, la marine impériale japonaise demande à la compagnie aéronautique Nakajima de développer un appareil similaire pouvant être utilisé comme bombardier d'attaque rapide. L'une des spécifications de sa conception est qu'il doit être en mesure d'être construit en grande partie par des ouvriers non qualifiés, et que les ailes doivent être repliables. Cette dernière caractéristique a pour but de permettre de cacher l'avion dans des grottes ou des tunnels dans tout le Japon, car l’aéronavale japonaise (service aérien de la Marine impériale japonaise) se prépare à défendre les îles japonaises contre une prochaine invasion alliée (opération Downfall). Les ingénieurs de Nakajima, Kazuo Ohno et Kenichi Matsumura, conçoivent un avion ressemblant beaucoup au Me 262.
Le Kikka est d'abord conçu pour pouvoir utiliser le motoréacteur Ishikawajima Tsu-11, un hybride entre un moteur à pistons et un embryon de turboréacteur. Les conceptions suivantes lui préfèrent le Ne-10 (TR-10), un turboréacteur à compresseur centrifuge, et le Ne-12, qui ajoute quatre compresseurs axiaux devant le Ne-10. Les tests avec ce moteur montrent très vite qu'il ne peut pas produire la puissance nécessaire pour propulser l'avion, et le projet est arrêté temporairement. Il est ensuite décidé de produire un turboréacteur à compresseur axial sur le modèle du BMW 003 allemand.
Le développement du moteur est difficile, car uniquement basé sur quelques photographies et un dessin en coupe, mais un prototype viable, l'Ishikawajima Ne-20, est finalement construit. Durant l'été 1945, le projet Kikka progresse toujours, et à ce stade, à la vue de la détérioration de la situation japonaise dans la guerre, il est possible que la marine ait pensé à employer le Kikka comme avion kamikaze, bien que cette perspective soit douteuse en raison du coût élevé de l'appareil et la complexité à produire les turboréacteurs. En outre, d'autres projets plus économiques destinés spécifiquement au rôle de kamikaze, comme le basique Nakajima Ki-115 (conçu pour absorber les stocks de moteurs obsolètes du Japon), le Kawanishi Baika à pulsoréacteur, et le Yokosuka Ohka, sont déjà en cours de production de masse ou prêts à l'être.
Comparé au Messerschmitt Me 262, le fuselage du Kikka est nettement plus petit et classique dans sa conception, avec une queue et des ailes droites (plutôt que dirigées vers l'arrière). Les caractéristiques de la section transversale du fuselage triangulaire de l'avion allemand sont moins prononcées, en raison de la petitesse du réservoir de carburant. Le train d’atterrissage principal du Kikka est similaire à celui de l'A6M Zero, et la roue sous la queue est celle du bombardier Yokosuka P1Y Ginga.

## Explications de ses appellations
Le Kikka est souvent identifié sous l'appellation de Nakajima J9N1, ou occasionnellement J9Y, ce qui, selon un chercheur du musée national de l'Air et de l'Espace, est incorrect. Le nom officiel de l'avion était Kitsuka (en japonais 橘花 ()), ce qui se prononce Kikka avec les caractères chinois utilisés par les Japonais. Comme d'autres avions japonais prévus pour être utilisés dans ses missions suicides, il n'a reçu qu'un nom. Les avions de la marine impériale japonaise étaient à l'époque désignés selon la même méthode que ceux des Américains. Une première lettre, indiquant le rôle/type de l'avion, suivie par un nombre qui indique où l'avion se situe dans la série d'appareils du même rôle, puis d'une seconde lettre indiquant la compagnie de production, et finalement, une dernière lettre indiquant le sous-type de l'avion. Ces quatre caractères restent constants pour toutes les variantes de l'appareil
.

## Histoire opérationnelle

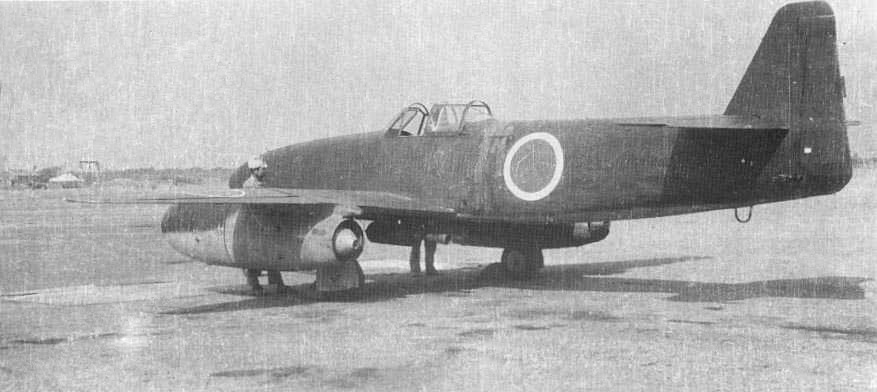
Un Nakajima Kikka équipé de fusées RATO pour décoller.

Le premier prototype commence des essais au sol à l'usine Nakajima le 30 juin 1945. Le mois suivant, il est démonté et livré au terrain d'aviation de Kisarazu, où il est ré-assemblé et préparé pour les essais en vol. Le premier vol a lieu le 7 août 1945, avec pour pilote le lieutenant-commandant Susumu Takaoka. L'avion a de bonnes performances au cours d'un vol d'essai de vingt minutes, avec pour seul souci la longueur de la course au décollage. Pour le deuxième vol d'essai, quatre jours plus tard, des fusées d'assistance au décollage RATO sont installées sous l'avion. Le pilote est inquiet au sujet de l'angle sous lequel les tubes de roquettes sont fixés, mais le temps manque pour corriger cela et il est décidé de simplement réduire la poussée des roquettes de 800 kgp à seulement la moitié. Quatre secondes après le décollage, les roquettes sont activées, faisant immédiatement basculer l'avion en arrière sur sa queue et laissant le pilote sans contrôle. Après un temps de combustion de neuf secondes des roquettes, le nez de l'avion redescend et la roue avant entre en contact avec la piste, ce qui entraîne une décélération soudaine, mais les deux moteurs fonctionnent encore normalement. À ce stade, le pilote choisit d'interrompre le décollage, mais ses difficultés à arrêter l'avion et à effectuer un demi-tour risquent de faire rentrer l'appareil dans des bâtiments. Finalement, l'avion entre dans un fossé de drainage où se bloque son train d'atterrissage, et l'avion continue à avancer jusqu'à s'arrêter juste au bord de l'eau. Avant qu'il ne puisse être réparé, le Japon a capitulé et la guerre s'est terminée.
À ce stade, le deuxième prototype est en voie d'achèvement, et 23 avions sont en construction à l'usine principale de Nakajima à Koizumi (aujourd'hui Ōizumi dans la préfecture de Gunma) et sur un site sur l'île de Kyūshū. L'un d'entre eux est un avion d'entraînement à deux places. D'autres sont des avions de reconnaissance, et des chasseurs armés avec deux canons Type 5 (en) de 30 mm de 50 coups chacun. Ceux-ci sont équipés de moteurs plus avancées que le Ne-20, connu sous le nom Ne-20-Kai (5,59 kN), Ne-130 (8,826 kN), Ne-230 (8,679 kN), ou Ne-330 (13,043 kN), qui devaient avoir environ 15 % à 140 % de poussée de plus que le Ne-20.

### Après la guerre

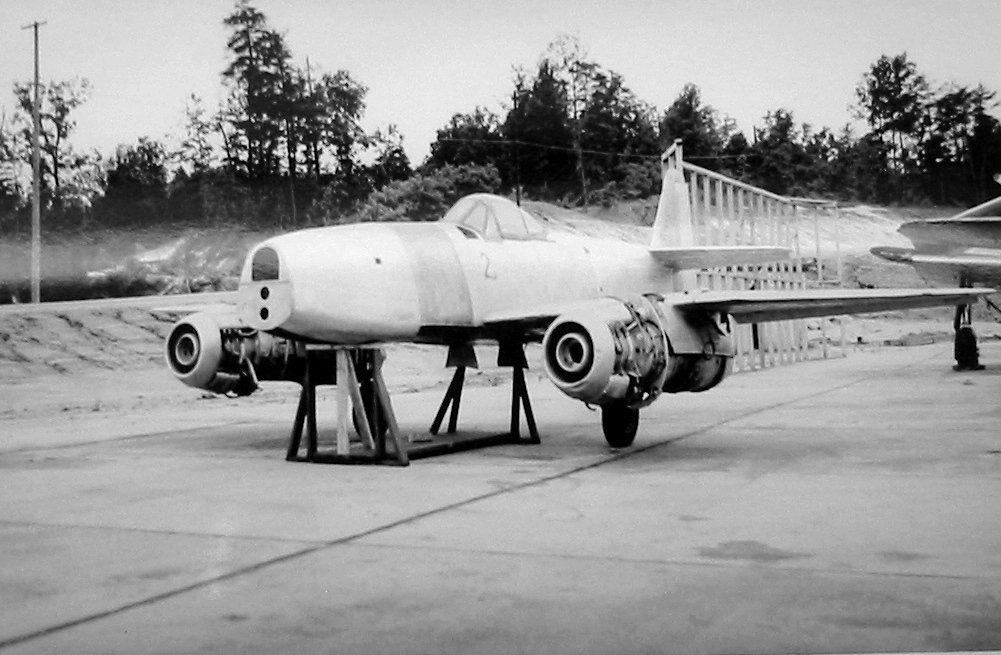
Un Kikka stationné sur la base aéronavale de la rivière Patuxent au Maryland en 1946.

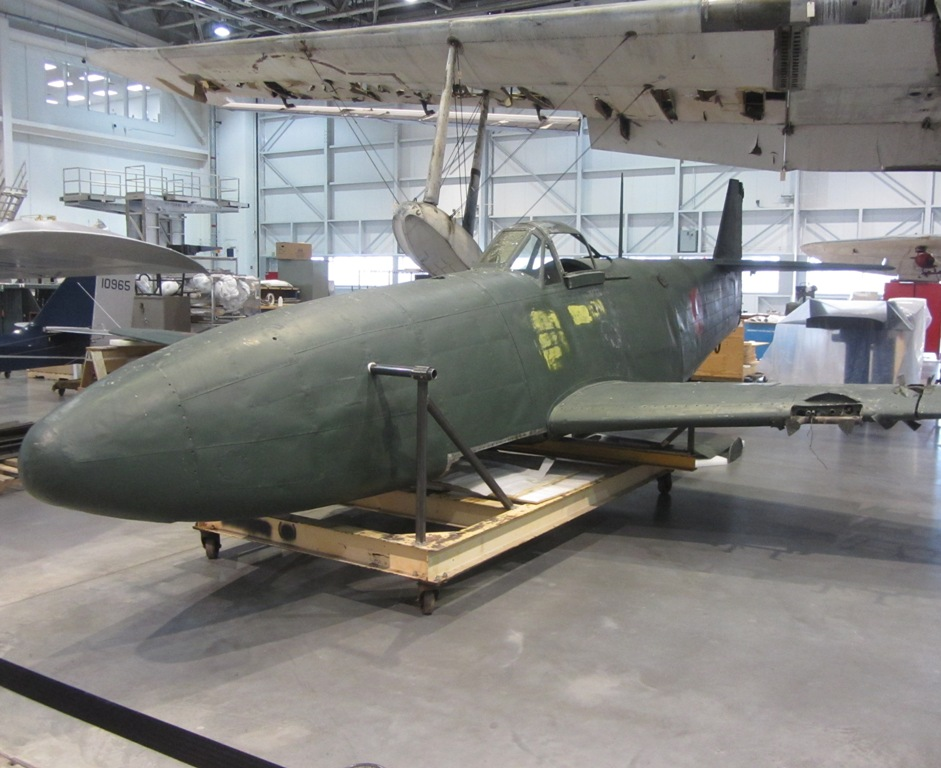
Un Nakajima Kikka au centre Steven F. Udvar-Hazy à Washington.

Après la guerre, plusieurs fuselages (et probablement aussi d'autres fuselages incomplets) sont amenés aux États-Unis pour y être étudiés. Aujourd'hui, il n'existe plus qu'un seul exemplaire, qui est exposé aux États-Unis au National Air and Space Museum : un Kikka qui a été transféré de la base aéronavale de Patuxent River, au Maryland, pour des analyses. Cet appareil est très incomplet et il est possible qu'il ait été « rafistolé » en mélangeant différents fuselages semi-achevés.
Deux moteurs Ne-20 amenés aux États-Unis sont étudiés par l'entreprise Chrysler en 1946. Cela n'est seulement révélé qu'en 2005 par W.I. Chapman, à l'époque chargé du projet. Un moteur est assemblé avec les parties de deux Ne-20, et testé pendant 11 heures et 46 minutes. Le rapport d'études est publié le 7 avril 1947, intitulé « Le Turboréacteur japonais NE-20. Construction et performance ». Ce document est aujourd'hui exposé au musée national de la Nature et des Sciences de Tokyo.

## Variantes
La compagnie aéronautique Nakajima a développé plusieurs variantes de l'appareil :
Une version modifiée devait être lancée avec une catapulte de 200 m de long, le Nakajima Kikka-kai, un prototype à turboréacteur.
Ce-dernier devait avoir un poids total de 4 080 kg et une vitesse maximale de 687 km/h à 6 000 m.

### Articles annexes
- Nakajima Ki-201
- Liste d'avions militaires de la Seconde Guerre mondiale

- Marine impériale japonaise

Appareils similaires :
- Bell P-59 Airacomet (États-Unis)
- Gloster E.28/39 (Royaume-Uni)
- Gloster Meteor (Royaume-Uni)
- Heinkel He 280 (Allemagne)
- Messerschmitt Me 262 (Allemagne)
- Soukhoï Su-9 (URSS)